# 何漆園
何漆園（1899年—1970年），名家訪，字渭賢。順德人。

1920年入廣州美學館，師從高奇峰（「嶺南畫派」創始人之一）習畫。精通文辭、書法、音律；善畫山水、走獸、花鳥、人物，尤擅聯屏巨幅，氣勢雄偉。 與趙少昂、張坤儀、葉少秉、何漆園、容漱石、黃少強、周一峰等，並稱為天風七子。

1922年曾代高奇峰任嶺南大學國畫教席，在廣州佛山等地從事藝術教育多年。後與葉少秉在香港設歲寒畫社。作品曾參加中法美展。1968年組織香港美學會。